# Basilica di San Calimero
La basilica di San Calimero (nome paleocristiano basilica sancti Calimerii) è un luogo di culto cattolico del centro storico di Milano, situato nell'omonima via. Risalente almeno al 490, è una delle basiliche paleocristiane di Milano. Ha subito modifiche nel XVII secolo ad opera di Francesco Maria Richini venendo completamente restaurata nel 1882, lavori che le hanno dato l'aspetto attuale.

## Storia

### Il tempio di Apollo

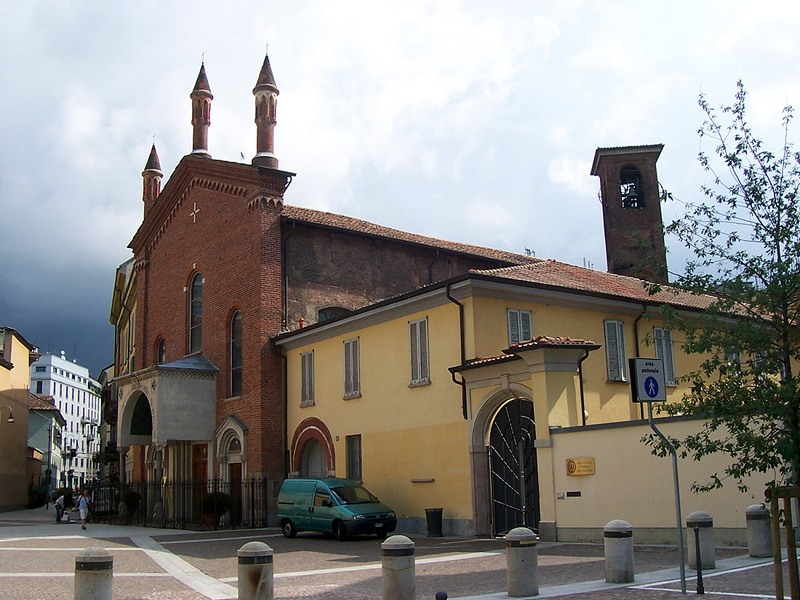
La basilica di San Calimero

Di origine antichissima (fu costruita nel V secolo), fu edificata sul luogo di un tempio romano pagano dedicato ad Apollo. L'antico tempio pagano romano fu convertito in chiesa durante la decisa campagna persecutoria, predisposta da sant'Ambrogio, nei confronti dei pagani e degli ariani. Nel contempo Ambrogio ordinò la demolizione dei templi pagani e la costruzione di chiese e basiliche cristiane: alcune chiese sorsero sullo stesso luogo dove in precedenza erano eretti templi pagani, mentre in alcuni casi questi ultimi furono convertiti in luoghi di culto cristiani.

### La basilica
In particolare, la basilica di San Calimero risale all'epoca paleocristiana, almeno al 490, anno di un suo restauro, che fu voluto dal vescovo di Milano Lorenzo I. Nel XVII secolo fu oggetto di un nuovo restauro opera dell'architetto Francesco Maria Richini. La basilica di San Calimero si presenta oggi con tratti quasi completamente moderni, a causa di un restauro operato dall'architetto Angelo Colla nel 1882, allo scopo di riportarla alle presunte forme "medievali" originali facendole perdere completamente lo stile datole dal Richini.

## Descrizione

### Architettura

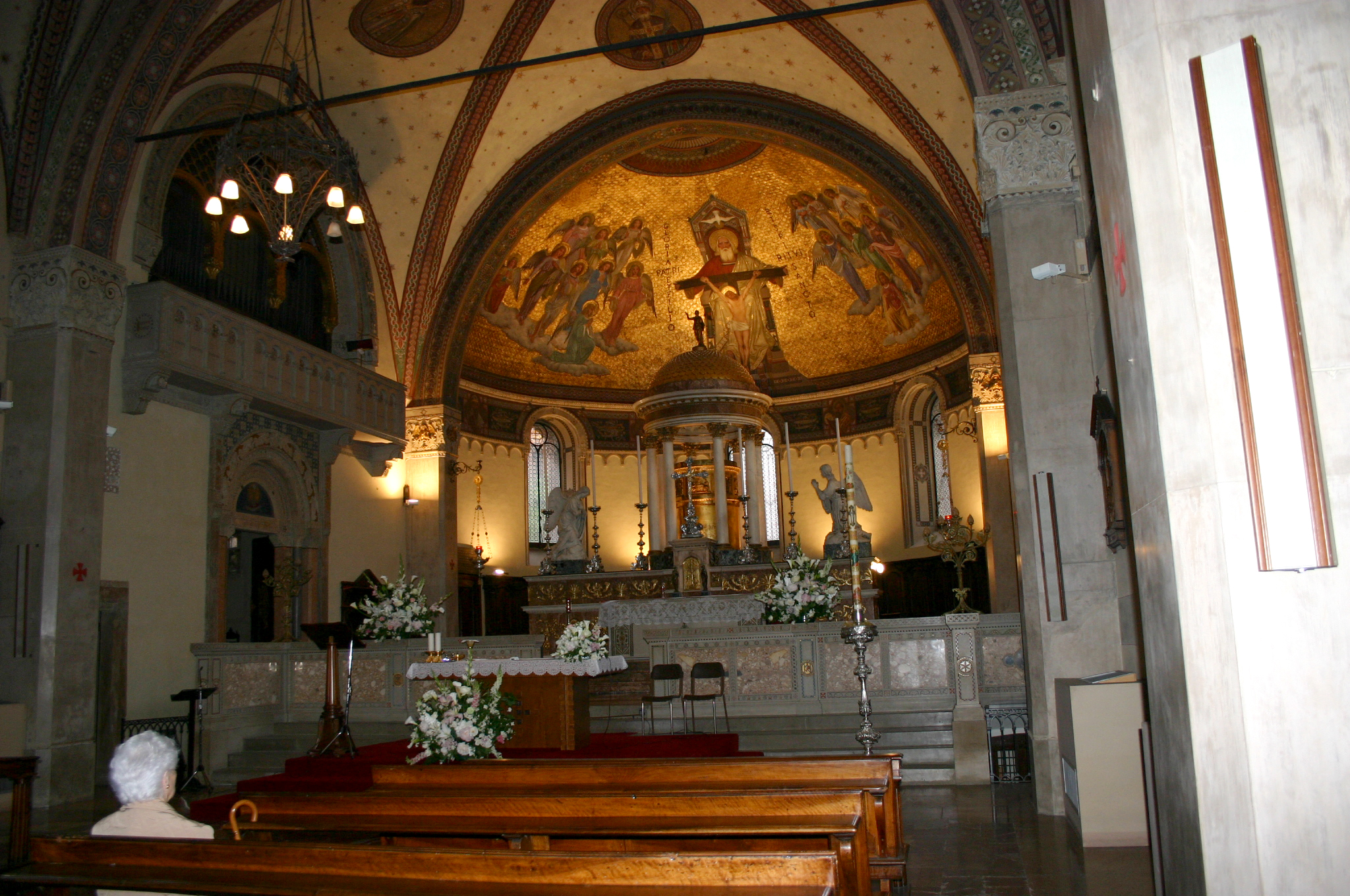
L'interno della basilica

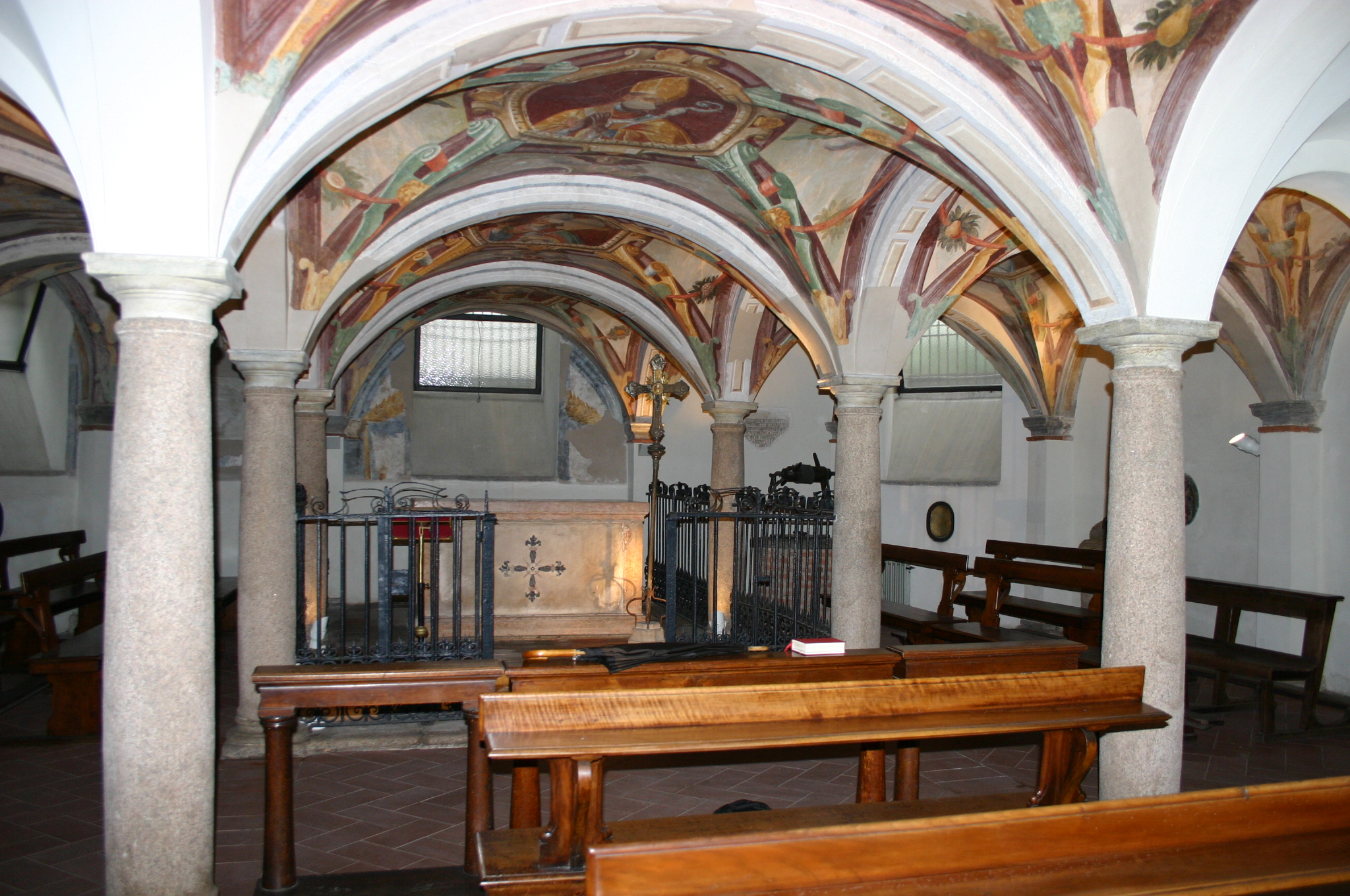
La cripta cinquecentesca, affrescata da Fiammenghini.

La basilica appare oggi come un edificio in stile neoromanico, con una facciata ricostruita ex novo, e un interno decorato in stile medievaleggiante con concessioni di gusto pre-raffaellita nei dipinti.

### Facciata
La facciata, in cotto, è a capanna ed è sormontata da tre guglie poligonali coronate ognuna da una croce in ferro battuto. Sotto le tre grandi finestre monofore ci sono i tre portali con lunette musive. Precede il portale centrale un protiro ottocentesco poggiante su colonnine, la cui volta è decorata con un mosaico raffigurante un cielo stellato. La lunetta del portale maggiore raffigura San Calimero, quarto vescovo di Milano

### Interno
L'interno, di una deliberata modestia "minimalista", non manca di una sua eleganza e dignità.
Quanto resta oggi dell'antica chiesa è soprattutto la cripta cinquecentesca, dalla volta affrescata dai Fiammenghini. Inoltre, sopravvivono un piccolo affresco (Madonna fra due sante, XV secolo, attribuita a Cristoforo Moretti) sul lato destro del catino dell'abside, una Crocifissione del Cerano, e una Natività di Marco d'Oggiono che è però alterata da ridipinture recenti che la rendono illeggibile in più punti. Altri affreschi medievali si trovano nell'attigua sacrestia.
Altre opere all'interno della basilica sono:
- altare maggiore neoclassico con ciborio circolare sorretto da colonne corinzie;
- altare di Sant'Arialdo da Carimate con un bassorilievo raffigurante sant'Erlembaldo Cotta;
- Natività di Marco d'Oggiono;
- affreschi di Augusto Lozzia.

Sulla cantoria alla sinistra del presbiterio, dietro una trifora sorretta da colonnine, si trova l'organo a canne, costruito da Giuseppe Bernasconi nel 1884 e restaurato dalla ditta Mascioni nel 2014.

### La cripta
La cripta cinquecentesca conserva l'altare-tomba del vescovo San Calimero, in cui furono traslate le ossa del santo nel 1609 per volere del vescovo Federigo Borromeo, come reca un'iscrizione sul retro.
Nella navata destra della cripta c'è un pozzo (funzionante) costruito sul luogo in cui le ossa furono ritrovate immerse nell'acqua, dando vita alla leggenda secondo cui il vescovo sarebbe stato martirizzato e il suo cadavere gettato per spregio in questo pozzo. In seguito, in questo punto venne eretta basilica, che fu dedicata già in epoca paleocristiana a San Calimero.
L'acqua di questo pozzo era considerata in passato "miracolosa" contro la siccità e le malattie.

## Galleria d'immagini

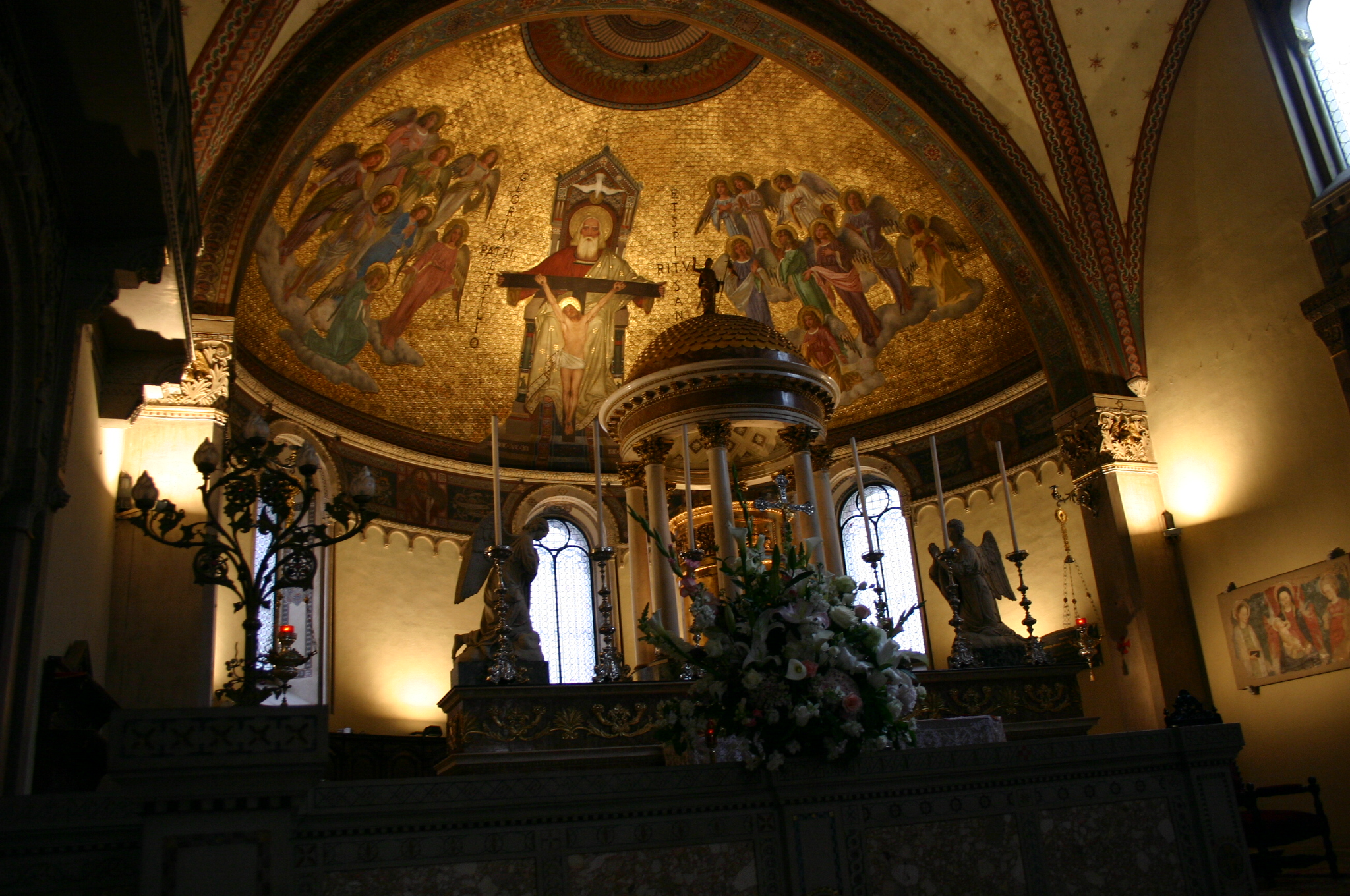
Il mosaico del catino absidale
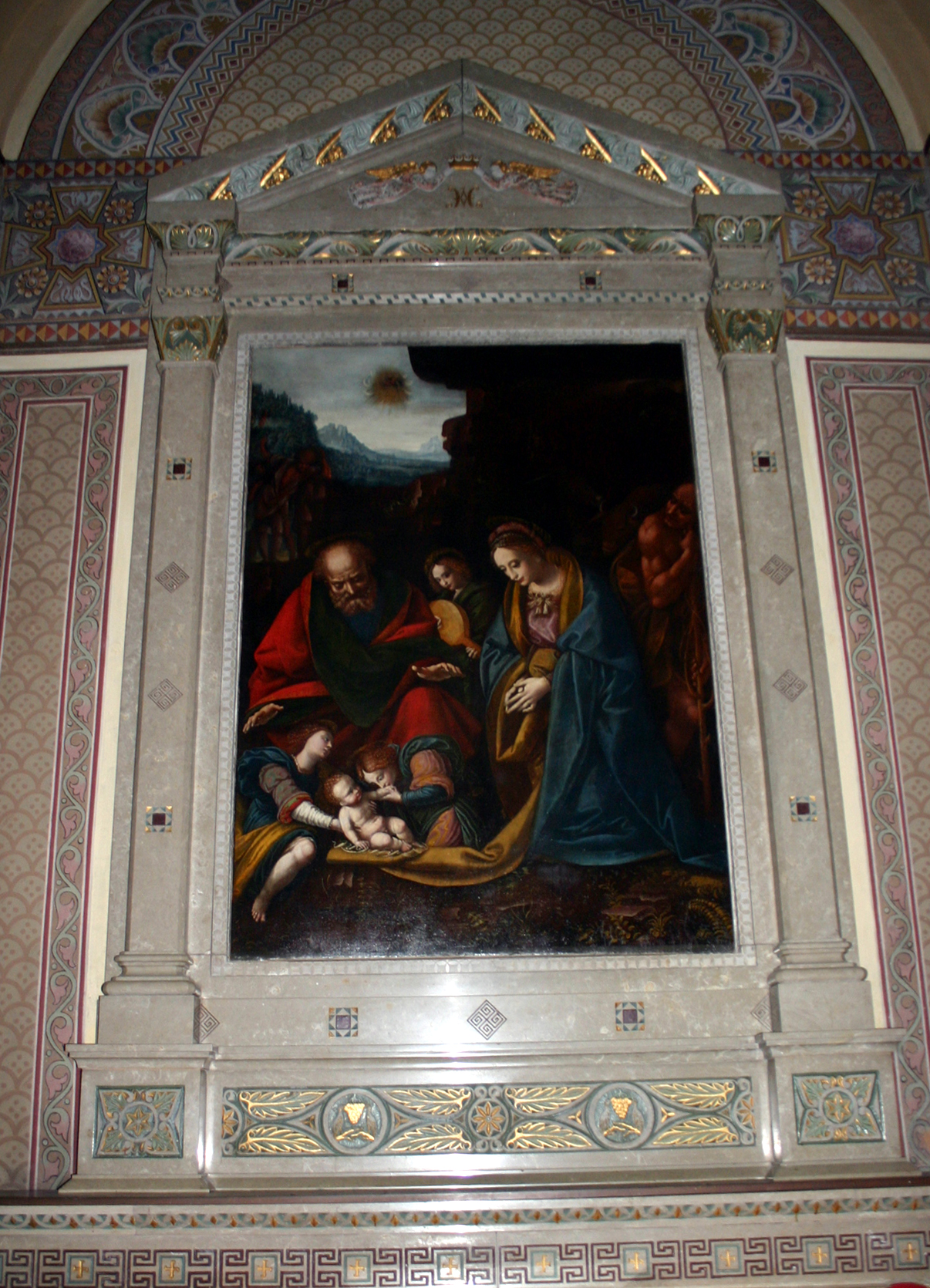
La Natività di Marco d'Oggiono
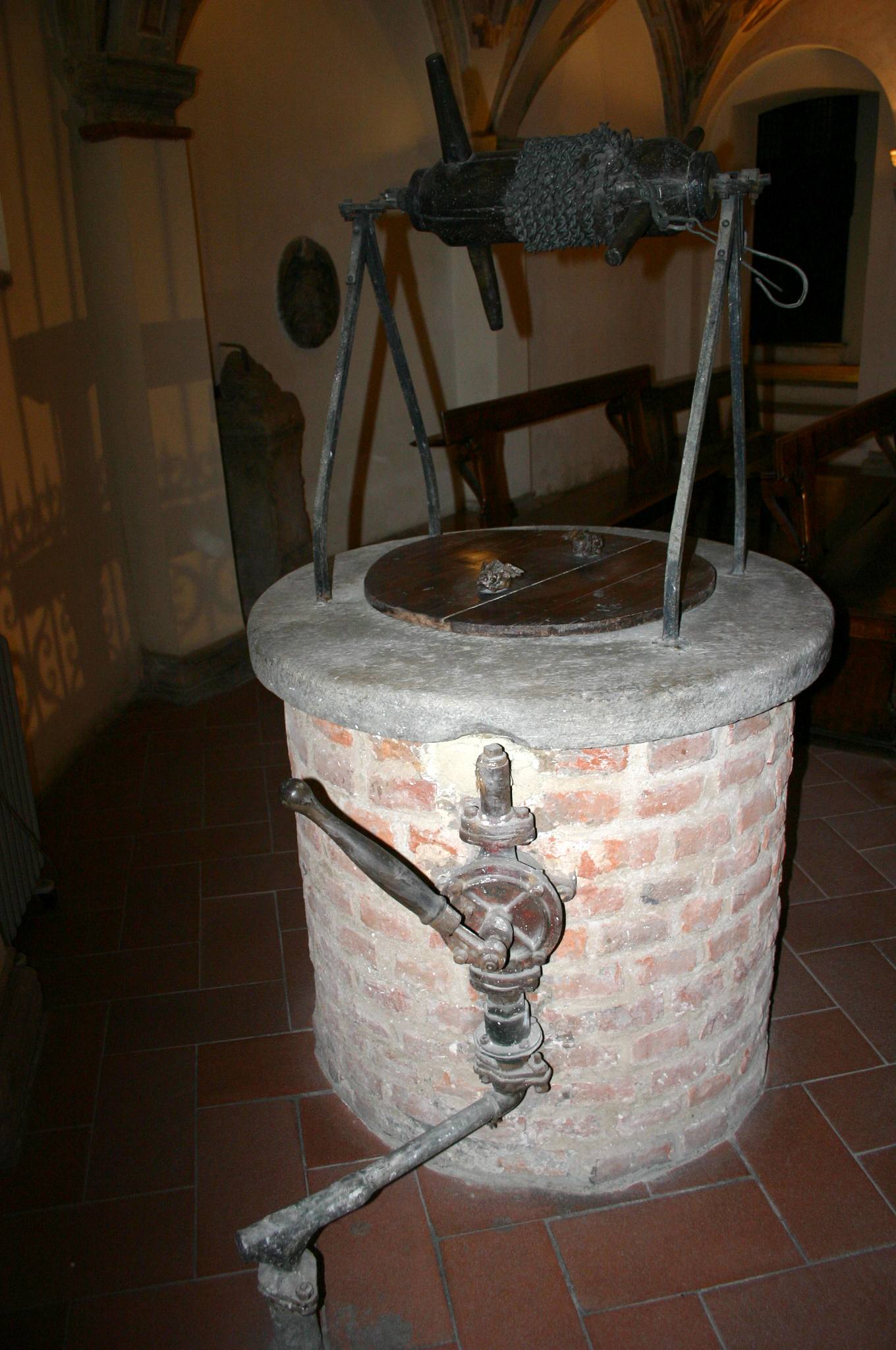
Il pozzo della cripta